# Brillerij
Brillerij is een gehucht in de gemeente Westerkwartier in de provincie Groningen. Het gehucht ligt aan het Aduarderdiep tussen Steentil en Bolshuizen.

## Naam
De oorsprong van de naam Brillerij is onbekend. Volgens een verklaring is de naam afgeleid van de naam van de eigenaren rond 1820, de familie Bril. Een dergelijke verklaring wordt ook gegeven voor het eveneens op -erij eindigende gehucht Heuvelderij. Een andere verklaring is dat het net als bij bijvoorbeeld Bruilweering en Briltil afgeleid is van het woord bruul voor moerassig met struikgewas begroeid weideland.

## Geschiedenis
Ten noorden van de wierde zijn resten van een vlaknederzetting gevonden van voor de periode van de wierdenaanleg. Het gehucht werd vervolgens verplaatst naar de opgeworpen wierde (de Garwerterwier), die met Ezinge, Joeswerd, Feerwerd en Oostum behoort tot de vroegst opgeworpen wierden op de toenmalige kwelders van het huidige Middag-Humsterland. In de loop der tijd werd deze wierde steeds verder opgehoogd, totdat deze uiteindelijk een omvang van ongeveer 200 bij 175 meter bereikte. Waarschijnlijk tussen 1911 en 1912 werd het noordelijke deel van de wierde afgegraven tot onder het maaiveld. In de wierde zijn bewoningsresten uit de Romeinse tijd en de middeleeuwen gevonden, waaronder botresten en potscherven.
Op de wierde stonden vroeger 2 boerderijen, die vroeger waarschijnlijk kloosterbezit vormden. Na de reductie kwamen ze in handen van de stad Groningen. Op het zuidelijk deel van de wierde staat de westelijke boerderij; de kop-hals-rompboerderij De Brillerij uit 1852 met een witgepleisterd voorhuis. De zuidelijke boerderij stond ten oosten hiervan. Nadat deze boerderij werd samengevoegd met de westelijke boerderij werd deze nog een tijdlang bewoond door andere bewoners. In 1973 brandde de boerderij af en werd afgebroken. In 1976 werd de boerderij vervangen door een woonhuis. In 1975 werd de wierde aan noordzijde weer aangevuld met grond en werden hierop de melkveestallen van de samengevoegde boerderij gevestigd.

## Omgeving
Ten noordoosten van de wierde nabij de later afgebrande en afgebroken boerderij De Balk bevond zich vroeger een overzet over het Aduarderdiep ('Garwerder overvaart'). Ten noordwesten van de wierde en ten zuiden van het fietspad nabij de Meedenerweg bevond zich vroeger de gerechtsplaats van Garnwerd.